# Musikåret 1885

## Händelser
- 22 april – Dvořáks Symfoni nr 7 uruppförs i St James's Hall I London.
- 23 september – Christina Nilsson hyllas av uppemot 50 000 personer från balkongen på Grand Hôtel i Stockholm. Då hon börjar sjunga utbryter panik och 20 personer trampas till döds.
- 25 oktober – Johannes Brahms Symfoni nr 4 uruppförs i Meiningen.

## Födda
- 17 januari – Ludvig Gentzel (död 1963), svensk skådespelare och sångare.
- 27 januari – Jerome Kern (död 1945), amerikansk populärkompositör.
- 27 januari – Eduard Künneke (död 1953), tysk tonsättare.
- 9 februari – Alban Berg (död 1935), österrikisk tonsättare.
- 6 mars – Hildor Lundvik (död 1951), svensk tonsättare och dirigent.
- 7 april – Tobias Wilhelmi (död 1944), nederländsk-svensk konsertmästare och tonsättare.
- 12 april – Jullan Kindahl (död 1979), svensk skådespelare och sångerska.
- 30 april – Luigi Russolo (död 1947), italiensk målare och kompositör.
- 7 maj – Wilhelm Haquinius (död 1958), svensk skådespelare, hovklockare och sångare.
- 14 maj – Otto Klemperer (död 1973), tysk dirigent.
- 10 september – Dora Pejačević (död 1923), kroatisk kompositör, pianist och violinist.
- 21 oktober – Egon Wellesz (död 1974), österrikisk tonsättare.
- 25 oktober – Sam M. Lewis (död 1959), amerikansk sångare och textförfattare.
- 27 oktober – Sam Rydberg (död 1956), svensk militärmusiker och kompositör.
- 9 november – Conny Molin (död 1943), svensk operasångare.
- 6 december – Werther Carlsson (död 1968), svensk organist, körledare och tonsättare.
- 6 december – Birger Sjöberg (död 1929), svensk vissångare och kompositör.
- 19 december – King Oliver (död 1938), amerikansk jazzmusiker och orkesterledare,

## Avlidna
- 15 februari – Leopold Damrosch, 52, tysk-amerikansk musiker.
- 28 mars – Ludvig Norman, 53, svensk tonsättare.
- 31 mars – Franz Abt, 65, tysk sångkompositör.
- 1 maj – Henry Brinley Richards, 67, engelsk pianist och tonsättare.
- 12 maj – Ferdinand Hiller, 73, tysk musiker.
- 16 juni – Johan Magnus Rosén, 79, svensk författare, journalist och tonsättare.
- 7 juli – Johan Jakob Nagel, 78, svensk violinist och tonsättare.
- 26 augusti – August Gottfried Ritter, 74, tysk organist.
- 13 september – Friedrich Kiel, 63, tysk tonsättare.